# Sauber C29
Sauber C29 — болид Формулы-1 команды Sauber, построенный для участия в чемпионате мира 2010 года. Команда представила болид 31 января 2010 года на трассе имени Рикардо Тормо в Валенсии, где с 1 по 3 февраля 2010 года прошли первые тесты нового сезона.

## История выступлений
На первой квалификации сезона в Бахрейне команда не смогла оправдать надежды основателя команды — Петера Заубера, поскольку Педро де ла Роса и Камуи Кобаяси не смогли пройти дальше второй части квалификации, показав там четырнадцатое и шестнадцатое время соответственно. Разочаровала швейцарскую команду и гонка, в которой Кобаяси сошёл на двенадцатом круге, а Де ла Роса на 29-м. Причиной сходов послужил отказ гидравлики.

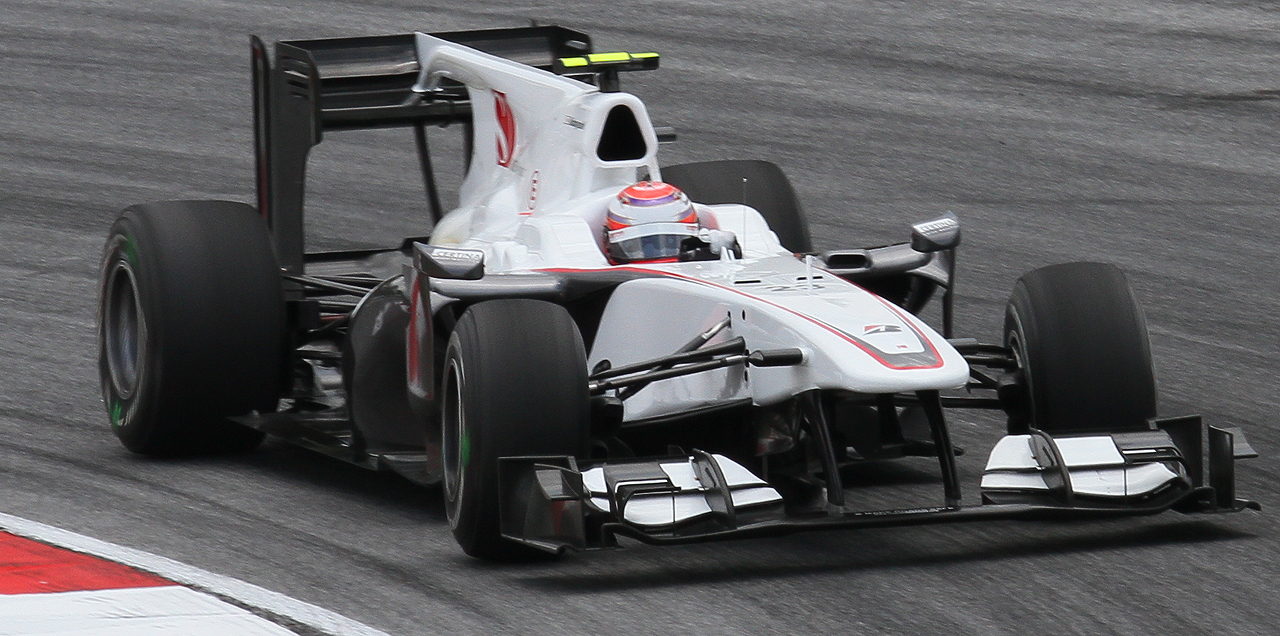
Камуи Кобаяси на Гран-при Малайзии 2010 года.

Уже в седине сезона команда пришла к выводу, что болид, оставленный им ушедшими из Формулы-1 BMW и Вилли Рампфом, является изначально несовершенным и может быть лишь незначительно улучшен в течение сезона. Основные силы команда направила на разработку болида С30 для сезона-2011.
К Гран-При Европы С29 добирался до финиша лишь четырежды, принеся команде одно-единственное очко за десятое место Кобаяси на Гран-при Турции.

## Результаты выступлений в Формуле-1
| Легенда к таблице |                                                                    |
| --- | ------------------------------------------------------------------ |
| В таблице перечислены результаты всех Гран-при Формулы-1, в которых использовался автомобиль. Строками таблицы являются сезоны, столбцами — этапы чемпионата мира. В каждой клетке указаны сокращённое название этапа и результат, дополнительно обозначенный цветом. Расшифровка обозначений и цветов представлена в нижеследующей таблице. |                                                                    |
| \| Пример \| Описание \| \| ------------ \| ------------------------------------------------------------------ \| \| 1 \| Победитель \| \| 2 \| Второе место \| \| 3 \| Третье место \| \| 5 \| Финишировал, заработав очки \| \| Сход \| Не финишировал, но при этом заработал очки \| \| 12 \| Финишировал, не получив очков \| \| НКЛ \| Финишировал, но не попал в финальную классификацию \| \| 15 \| Участвовал вне зачёта, либо по отдельной классификации \| \| 18 \| Не финишировал, но попал в финальную классификацию \| \| Сход \| Не финишировал \| \| НКВ \| Не прошёл квалификацию \| \| НПКВ \| Не прошёл предквалификацию \| \| ДСК \| Дисквалифицирован \| \| ИСК \| Исключён из протокола соревнований \| \| ТТ \| Заявлен для участия только в тренировках \| \| НС \| Участвовал в квалификации, но не стартовал в гонке \| \| Т \| Травмирован или болен \| \| ОТК \| Отказ от участия \| \| НТР \| Прибыл на соревнования, но на трассу не выезжал \| \| НПР \| Был заявлен в числе участников, но не прибыл к началу соревнований \| \| О \| Соревнования отменены \| \| \| Не участвовал \| \| Поул-позиция \| \| \| Быстрый круг \| \| |                                                                    |
| Пример | Описание                                                           |
| 1 | Победитель                                                         |
| 2 | Второе место                                                       |
| 3 | Третье место                                                       |
| 5 | Финишировал, заработав очки                                        |
| Сход | Не финишировал, но при этом заработал очки                         |
| 12 | Финишировал, не получив очков                                      |
| НКЛ | Финишировал, но не попал в финальную классификацию                 |
| 15 | Участвовал вне зачёта, либо по отдельной классификации             |
| 18 | Не финишировал, но попал в финальную классификацию                 |
| Сход | Не финишировал                                                     |
| НКВ | Не прошёл квалификацию                                             |
| НПКВ | Не прошёл предквалификацию                                         |
| ДСК | Дисквалифицирован                                                  |
| ИСК | Исключён из протокола соревнований                                 |
| ТТ | Заявлен для участия только в тренировках                           |
| НС | Участвовал в квалификации, но не стартовал в гонке                 |
| Т | Травмирован или болен                                              |
| ОТК | Отказ от участия                                                   |
| НТР | Прибыл на соревнования, но на трассу не выезжал                    |
| НПР | Был заявлен в числе участников, но не прибыл к началу соревнований |
| О | Соревнования отменены                                              |
| | Не участвовал                                                      |
| Поул-позиция |                                                                    |
| Быстрый круг |                                                                    |

| Год  | Команда        | Мотор               | Шины | Пилоты     | 1    | 2    | 3    | 4    | 5    | 6    | 7   | 8    | 9   | 10   | 11  | 12  | 13  | 14   | 15   | 16  | 17  | 18  | 19  | Место | Очки |
| ---- | -------------- | ------------------- | ---- | ---------- | ---- | ---- | ---- | ---- | ---- | ---- | --- | ---- | --- | ---- | --- | --- | --- | ---- | ---- | --- | --- | --- | --- | ----- | ---- |
| 2010 | Sauber F1 Team | Ferrari 056 2,4, V8 | B    |            | БАХ  | АВС  | МАЛ  | КИТ  | ИСП  | МОН  | ТУР | КАН  | ЕВР | ВЕЛ  | ГЕР | ВЕН | БЕЛ | ИТА  | СИН  | ЯПО | КОР | БРА | АБУ | 8     | 44   |
| 2010 | Sauber F1 Team | Ferrari 056 2,4, V8 | B    | Де ла Роса | Сход | 12   | НС   | Сход | Сход | Сход | 11  | Сход | 12  | Сход | 14  | 7   | 11  | 14   |      |     |     |     |     | 8     | 44   |
| 2010 | Sauber F1 Team | Ferrari 056 2,4, V8 | B    | Хайдфельд  |      |      |      |      |      |      |     |      |     |      |     |     |     |      | Сход | 8   | 9   | 17  | 11  | 8     | 44   |
| 2010 | Sauber F1 Team | Ferrari 056 2,4, V8 | B    | Кобаяси    | Сход | Сход | Сход | Сход | 12   | Сход | 10  | Сход | 7   | 6    | 11  | 9   | 8   | Сход | Сход | 7   | 8   | 10  | 14  | 8     | 44   |